# 프랑스 해군 계급
프랑스 해군 계급(프랑스어: Grades de la Marine nationale 그라드 들라 마린느 나띠오날르[*])이다.
프랑스 해군에는 1870년까지 원수 계급(프랑스어: Amiral de France, 영어: Admiral of France)이 존재하였다. 한동안 원수 계급이 없다가, 1939년 프랑수아 다를랑 제독이 69년 만에 해군 원수가 되었다. 당시 프랑스어 표기는 'Amiral de France'가 아니라 'Amiral de la Flotte'(영어: Admiral of the Fleet)였다. 그러나, 그는 제2차 세계 대전 당시 비시 정부에 협력하여, 국민들로부터 강한 비판을 받았다.

## 휘장

### 장교 계급

#### Officiers généraux— 장성

Contre-Amiral 후제독 (소장)
Vice-Amiral 부제독 (중장)
Vice-Amiral d'escadre 전대급 부제독 (중장)
Amiral 제독 (대장)

#### Officiers supérieurs— 선임 장교

Capitaine de corvette 초계 함장 (소령)
Capitaine de frégate 호위 함장 (중령)
Capitaine de vaisseau 전열 함장 (대령)

#### Officiers subalternes— 후임 장교

Aspirant 사관 후보생
Enseigne de vaisseau de deuxième classe 전함 이등 부관 (소위)
Enseigne de vaisseau de première classe 전함 일등 부관 (중위)
Lieutenant de vaisseau 전함 부관 (대위)

### 부사관 및 병사 계급

#### Officiers mariniers— 부사관

Second-maître 이등 기장 (하사)
Maître 기장 (중사)
Premier-maître 일등 기장 (상사)
Maître-principal 고등 기장 (원사)
Major 특별고등 기장 (주임원사)

#### Matelots et quartiers-maîtres— 선원 및 조타수

Matelot 이등선원 (이등수병)
Matelot breveté 일등선원 (일등수병)
Quartier-maître de 2ème classe 이등 조타수 (상등수병)
Quartier-maître de 1ère classe 일등 조타수 (수병장)

## 속성
각 병과마다 계급장 상, 하단에 줄무늬가 그어진 것을 볼 수 있다. 예를 들면, 계급장 상, 하단에 빨간색 줄무늬가 그어진 것은 군의관 계급이다. 또, 프랑스 해군 건설교육기술공(프랑스어: Ingénieur des études et techniques de travaux maritimes 앵줴니유데 제뛰데제 떼끄니끄드 뜨라보 마리띰므[*]) 계급은 계급장 상, 하단에 펄 그레이(pearl-grey)색 줄무늬가 그여져 있다.
프랑스 해군 페인트 도장공(프랑스어: Peintre de la Marine 뼁뜨흐 들라 마린느[*])은 해군에 고용된 사람들은 아니다. 그러나 이들은 특별한 지위를 누렸다. 이들의 계급장에는 "페인트 도장공(Peintre officiel)"이라고 씌여져 있다. 2008년에는 장 고미와 니콜라 비알이 '올 해의 페인트 도장공'으로 선정되었다.

대령 함장
대령 군의관
대령 기관사
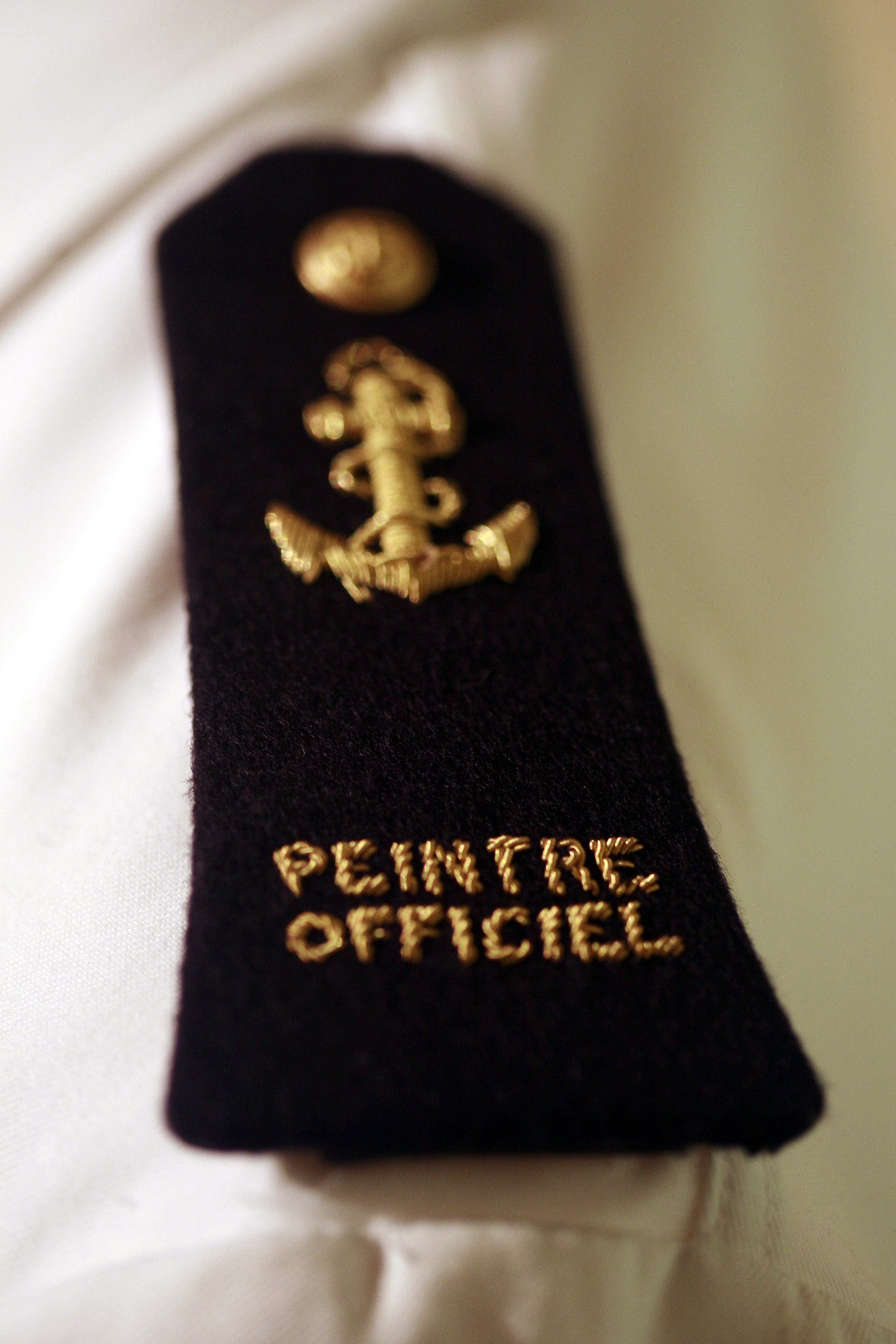
이등수병 도장공

## 같이 보기
- 프랑스 해군